# Charles 'Bobo' Shaw

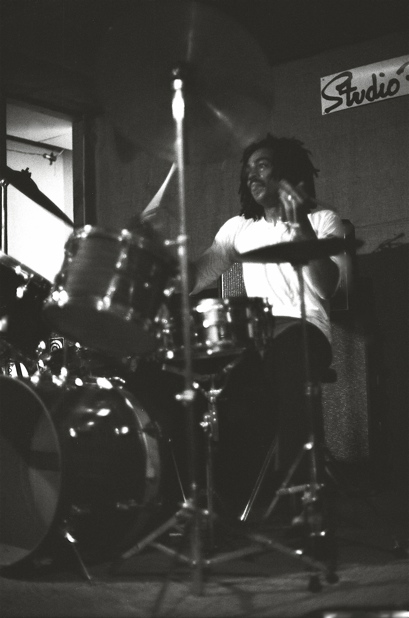
Charles 'Bobo' Shaw in 1976

Charles 'Bobo' Shaw (Pope (Mississippi), 15 september 1947 - Saint Louis (Missouri), 16 januari 2017) was een Amerikaanse drummer en bandleider in de free jazz. Hij was een prominent lid van Human Arts Ensemble en Black Artists Group.

## Biografie
Charles 'Bobo' Shaws ouders verhuisden naar St. Louis toen hij nog kind was. Op zijn zesde begon hij muziek te spelen op verschillende instrumenten, zoals saxofoon en trombone. Hij deed dat in het 'American Woodmen Drum and Bugle Corps', een van de marching and maneuvering bands die werd gesponsord door de Tom Powell American Legion Post 77. Hij wilde ten slotte drummer worden en kreeg les van onder meer Joe Charles, Elijah Shaw en Ben Thigpen. Met andere jonge musici als trompettist George Sames, die hij had leren kennen in het Corps, hing hij rond bij clubs in de hoop te kunnen invallen en zo ervaring op te doen. Met saxofonist Oliver Lake, eveneens ooit actief bij het Corps, Philip Wilson en Abdullah Yakub richtte hij eind 1967 de Black Artists Group op, een multi-disciplinair kunstenaarscollectief dat onder andere de zwarte avantgardistische muziek in Saint Louis wilde bevorderen. De groep bestond ook uit dichters, dansers en schilders. Omdat veel musici uiteindelijk naar New York trokken, werd de groep in 1972 opgeheven. In die tijd richtte hij met het (blanke) echtpaar James en Carol Marshall het modern creative jazzcollectief Human Arts Ensemblke op, een gezelschap met antiracistische (ook blanke musici waren welkom) en anticommerciële uitgangspunten. Shaw werd op zeker moment de leider van de groep en nam daarmee (met wisselende bezettingen) tot 1978 albums op. In dat jaar stopte de groep ook. Hij speelde met BAG en HAE-collega Joseph Bowie in St. Louis Creative Music Ensemble en zette die samenwerking voort in Bowie's punk-jazzband Defunkt. Hij nam op met Frank Lowe en violist Billy Bang. Halverwege de jaren tachtig keerde Shaw terug naar St.Louis, waar hij actief was in de lokale jazzscene.

## Discografie
- 1972: Oliver Lake and the Black Artists Group – Ntu – Point At Which Creation Begins
- 1973: Charles Bobo Shaw and the Human Arts Ensemble – Red, Black, and Green Solidarity Unit
- 1973: Charles Bobo Shaw and the Human Arts Ensemble – Under The Sun
- 1974: Streets of St. Louis
- 1974: Charles Bobo Shaw and the Human Arts Ensemble - Whisper Of Dharma
- 1973: Luther Thomas And The Human Arts Ensemble – Funky Donkey
- 1974: Luther Thomas and The Human Arts Ensemble – Banana
- 1974: Lester Bowie – Fast Last! (Muse)
- 1975: Lester Bowie – Rope-A-Dope (Muse)
- 1975: Oliver Lake - Heavy Spirits
- 1975: Frank Lowe – The Flam (Black Saint)
- 1975: Leroy Jenkins Orchestra – For Players Only
- 1976: Human Arts Ensemble in Trio – Live in Germany  Volumes 1 and 2
- 1977: Anthony Braxton Quintet – Quintet (Basel) 1977 (hatOLOGY)
- 1976: Charles Bobo Shaw and the Human Arts Ensemble – Junk Trap
- 1976: Charles Bobo Shaw and the Human Arts Ensemble – Streets Of Saint Louis
- 1977: New York City Loft Session – Wild Flower
- 1977: Charles Bobo Shaw and Lester Bowie – Bugle Boy Bop
- 1978: Joseph Bowie and Defunkt – Thermal Nuclear Sweat
- 1978: Junk Trap with Joseph Bowie, James Emery, John Lindberg, Luther Thomas (Black Saint)
- 1979: Frank Lowe – Fresh
- 1979: Saint Louis Creative Ensemble – I Can’t Figure Out (Whatcha Doin’ To Me)
- 1981: P'nkj'zz (Muse)
- 1985: Billy Bang - The Fire from Within